# Senderos de Gran Recorrido
Die Fernwanderwege in Spanien nennen sich Senderos de Gran Recorrido (Abkürzung: GR). Die Wege sind typischerweise mit rotweißen Markierungen () gekennzeichnet und sind Teil des GR-Fernwanderwegenetzes. Daneben gibt es noch die
- Senderos de Pequeño Recorrido (PR, mit gelbweißen Markierungen ), Wanderstrecken mit einer Länge zwischen 10 km und 50 km,
- Senderos Locales (SL), Wanderstrecken bis zu 10 km
- Senderos Urbanos (SU), städtische Wanderwege
- Vías Verdes, Rad- oder Wanderwege sehr verschiedener Art

## Übersicht über die „Senderos de Gran Recorrido“
| GR   | Verlauf / span. Name                                                            | Etappenorte | Länge   | Region                                                         |
| 1    | Senda Transversal, Sendero Histórico                                            | Empúries - Banyoles - El Torn - Castellfullit de la Roca - Oix - Sant Pau de Segúries - Sant Joan de les Abadesses - Ripoll - Alpens - Lluçà - Santa María de Merlés - Gironella - Àvia - Capolat - Sant Pere de Graudescales - Sant Llorenç de Morunys - Oden - Montpolt - Oliana - Peramola - Gavarra -Benevent de la Conca - Llimiana - Sant Esteve de la Sarga - Congost de Mont-Rebei - Lo Pont de Montanyana - Sos del Rey Católico - Uxué - Santa Cruz de Campezo - Puerto de El Escudo | 1074 km | Katalonien, Aragonien, Navarra, Baskenland, Burgos, Kantabrien |
| 2    | La Jonquera - Aiguafreda                                                        | La Jonquera - L’Estrada - Boadella - La Salut - Terrades - Vilarig - Lledó – Sant Martí - Sesserres - Segueró - Beuda - Palera - Besalú - El Torn – Sallent - Santa Pau - La Cot - Les Preses - Joanetes - Falgars de Bas - Pruit - Rupit –Tavertet - La Riba - Vilanova de Sau - Sant Julià de Vilatorta - Santuari Puig - L’Agulla - Seva - El Brull - Aiguafreda | 166 km  | Katalonien                                                     |
| 3    | Sender Central de Catalunya                                                     | Vidrà - Els Munts - San Bartomeu de Grau - Estany - Sant Benet de Bages – Manresa - Cardona - Solsona - Ponts - Tàrrega - Vallbona de los Monjas (Lleida). | 129 km  | Katalonien                                                     |
| 4    | Puigcerdà - Montserrat                                                          | Puigcerdá - La Pobla de Lillet - Borredá - Sant Pau de Pinós - Sant Benet de Bages - Santa Cecilia de Montserrat - Kloster Montserrat | 158 km  | Katalonien                                                     |
| 4.1  | Clusa - La Quar                                                                 | |         |                                                                |
| 4.2  | Coll de Pal - Falgars                                                           | |         |                                                                |
| 5    | Sender dels Miradors                                                            | Sitges (Barcelona) - Olesa de Bonesvalls - Gelida - Beguda Alta - Collbató –Montserrat (kreuzt den GR 172) - Aiguafreda - Pla de la Calma - Montseny - Sant Celoni - Sant Iscle de Vallalta - Canet de Mar (Barcelona) | 214 km  | Mittelmeer, Katalonien                                         |
| 6    | Barcelona - Montserrat                                                          | Parc del Laberint d’Horta Parc - Carena de Collserolla - Sant Cugat del Vallès - Les Fonts de Terrasa - Olesa de Montserrat - Kloster Montserrat | 52 km   | Katalonien                                                     |
| 7    | Andorra - Tarifa                                                                | Andorra - Montserrat - Almaciles - Alicante - Puebla de Don Fadrique - Tarifa | 1250 km | Katalonien, Murcia, Valencia, Andalusien                       |
| 7.1  | Pinós - Prades - Pauls                                                          | Pinós - Vallfogona de Ruicorb - Prades - García - Pauls |         |                                                                |
| 7.2  | Bellprat - Montserrat - La Mussara                                              | |         |                                                                |
| 7.3  | Coll de Guix - Coll Roig                                                        | |         |                                                                |
| 7.4  | Montblanc - Clot del Llop                                                       | |         |                                                                |
| 8    | Senda del Maestrazgo                                                            | Ports de Tortosa-Beseit - Fuentespalda - Peñarroya de Tastavins - Monroyo – Aguaviva - Las Parras de Castellote - Las Planas - La Algecira - Villarluengo – Pitarque - Cañada de Benatanduz - Fortanete - Valdelinares - Alcalá de la Selva – Mora de Rubielos - Valbona - La Puebla de Valverde – Camarena de la Sierra - Riodeva - Villel | 353 km  | Aragonien                                                      |
| 8.1  | Variante zu GR 8                                                                | Bordón - La Algecira - Ladruñán - Molinos - Ejulve. |         | Aragonien                                                      |
| 8.2  | Variante zu GR 8                                                                | Fortanete - Mosqueruela - Mora de Rubielos |         | Aragonien                                                      |
| 9    | Cañada Real de las Provincias                                                   | Milagro - Puente de la Reina - Pamplona - Aoiz - Abaurrea la Alta | 56 km   | Navarra                                                        |
| 10   | Sierras de Albarracín y Javalambre (Abschnitt des E7)                           | Abejuela - Arcos de las Salinas - Camarena de la Sierra - Valacloche –Cascante del Río - Villel - Rubiales - Bezas - Albarracín - Monterde –Bronchales - Orihuela del Tremedal | 205 km  | Aragonien                                                      |
| 10.1 |                                                                                 | Rubiales - Jabaloyas - Toril - Masegoso - El Vallecillo –Guadalaviar - Griegos - Bronchales - Orihuela del Tremedal |         |                                                                |
| 10.2 |                                                                                 | Pontón de la Oliva - La Puebla - Hayedo de Montejo - Cerezo de Abajo |         |                                                                |
| 11   | Senda Pirenaica                                                                 | Atlantikküste - Cabo Higer - Irún - Bera - Elizondo - Urkiaga - Burguete - Fábrica de Orbaiceta - Irati - Ochagavía - Isaba - Zuriza - Oza - Candanchú - Lizara - Canfranc - Canal Roya - Sallent - Canal de Izas - Panticosa - Bujaruelo - Góriz - Pineta - Parzán - Biadós - Estós - Llauset - Vielha - Aneto - Colomers - Sant Maurici - Pont de Suert - Durro - Boí - Taüll - Colomina - Espot - La Guingueta - Tavascan - Àreu - Arans - Encamp - Escaldes - Vileilla - Guils - Puigcerdà - Planoles - Dòrria - Fornells de la Muntanya - Santuari de la Núria - Setcases - Molló - Beget - Sant Aniol d’Aguja - Albanyà - La Vajol - La Jonquera - Requesens - Vilamaniscle - Llançà - Port de la Selva - Cap de Creus - Mittelmeerküste | 780 km  | Baskenland, Navarra, Aragonien, Katalonien                     |
| 11.1 | Variante zu GR 11                                                               | |         |                                                                |
| 12   | Sendero de Euskal Herria                                                        | Zuriza - Mesa de Los Tres Reyes - Pto. de Larraun - Río Irati - Orbaizeta -Pto. de Ibañeta - Coll. de Urkiaga - Pto. de Belate - Lekunberri - Aralar - Pto. de Etxegarate | 192 km  | Navarra                                                        |
| 12.1 | Vuelta a Guipúzcoa                                                              | |         |                                                                |
| 12.3 | Vuelta a Vizcaya                                                                | |         |                                                                |
| 13   |                                                                                 | Nuestra Señora del Yugo - Monasterio de Leyre - Puerto de Lázar |         | Navarra                                                        |
| 14   | Senda del Duero                                                                 | |         | Castilla y Leon und Portugal                                   |
| 15   | Senda Prepirenaica                                                              | |         |                                                                |
| 16   | Senderos del Serrablo                                                           | |         | Aragonien                                                      |
| 17   | Sendero Mariano                                                                 | |         |                                                                |
| 18   | Fonz - Castasena / Senderos de la Ribagorza                                     | Fonz - Ermita de La Carrodilla (kreuzt GR 45) - Aguinaliú - Juseu - Purroy de la Solana - Pilzán - Cabañera de la Rebollosa – Caladrones - Ciscar - Tolva - Luzás - Barranco de La Torquilla (kreuzt GR 1) – Castigaleu - (kreuzt GR 1) - Cajigar - Coll de Vent - Puyalto - Bonansa (GR 15) - Noales - Castanesa - (GR 11) - Aneto. |         | Huesca                                                         |
| 18.1 | Benabarre - Castanesa                                                           | |         |                                                                |
| 19   | Senderos del Sobrarbe                                                           | |         |                                                                |
| 20   | Sierra de Aralar                                                                | |         | Navarra, Guipúzcoa                                             |
| 21   | Javier - Loyola / Camino Ignaciano                                              | |         | Navarra, Guipúzcoa                                             |
| 22   | Pamplona - Lecumberri - Plazaola / Sendero del Plazaola ferrocarril minero      | |         |                                                                |
| 23   | Senders de la Litera                                                            | |         | Aragonien                                                      |
| 24   | Senderos de Calatayud, Daroca y Gallocanta                                      | Aldehuela de Liestos - Torralba de los Frailes - Las Cuerlas - Bello - Torralba de los Sisones - Blancas - Pozuel del Campo - Ojos Negros - Villar del Salz -Peracense |         |                                                                |
| 25   | Vuelta a la Llanada Alavesa                                                     | |         | Álava (Baskenland)                                             |
| 26   | Senda de Tierra de Campos                                                       | Valladolid - Fuensaldaña - Mucientes - Villalba de los Alcores - Montealegre -Palacios de Campos - Medina de Rioseco - Berrueces - Palazuelo de Vedija - Villamuriel de Campos - Aguilar de Campos - Ceinos de Campos - Villacid de Campos - Villalón de Campos - Bustillo de Chaves - Gordaliza de la Loma - Castroponce - Mayorg |         | Palencia                                                       |
| 27   | Sendero del Valle de Esgueva                                                    | |         | León                                                           |
| 28   | Teruel                                                                          | |         |                                                                |
| 29   | Sendero de Rio Pisuerga                                                         | |         | Castilla-León                                                  |
| 30   | Sendero de los Montes de Torozos                                                | |         | Castilla, León                                                 |
| 33   | Sendero la Luna Llena                                                           | |         | Baskenland                                                     |
| 34   | Donostia - Arantzazu                                                            | |         | Baskenland                                                     |
| 36   | Sierra de Espadán                                                               | Vilabella - Fonteta d’Oliver - Font de Cabres - Coll - La Mina - Coll Roig - Font de Castro - Eslida - L’Oret - Coll de Barres - Font del Nogueral - Aín -Corrals - Torcas - Veo - Alcudia de Veo - Alto de Pedralba - Mas de Pedralba - Font de Felipo - Mas del Taide - Coll - El Tajal - Rambla - Área Recreativa Villamalur - Torralba del Pinar - Ermita de Santa Bárbara - Alto del Campo - Aljub - Mas de Bagan - Montanejos |         | Castellón                                                      |
| 37   | La Serranía - Vías pecuarias                                                    | |         | Baskenland                                                     |
| 38   | Ruta del Vino y del Pescado                                                     | Oyón - Laguardia - Lagrán - Albaina - Oquina - Santuario de Nuestra Señora de Estíbaliz - Mendibil - Legutiano - Otxandio | 105 km  | Baskenland                                                     |
| 39   | Cañada Real de La Mesta                                                         | | 112 km  | Córdoba                                                        |
| 40   | Cañada Real Soriana                                                             | | 105 km  | Córdoba                                                        |
| 41   | Cordel de las Buervas                                                           | |         | Andalusien                                                     |
| 42   | Cañada Real Leonesa Occidental                                                  | Aroche - Ribera del Múrtiga - Cumbres de En medio - Segura de León | 56 km   | Extremadura, Andalusien                                        |
| 43   | Cordel de la Campiña                                                            | |         | Córdoba                                                        |
| 45   | Senderos del Somontano                                                          | |         | Pyrenäen                                                       |
| 47   | Camino de la Minas                                                              | Ermita de Santa Eulalia - Alájar - Fuenteheridos - Cortelazor - Hinojales |         | Andalusien                                                     |
| 48   | Sendero de Sierra Morena                                                        | Barrancos – Santa Elena |         |                                                                |
| 50   | Ruta del Medievo                                                                | | 90 km   | Galicien                                                       |
| 52   | Ruta de los Ríos                                                                | | 193 km  | Galicien                                                       |
| 53   | Panorámica de Vigo                                                              | | 56 km   | Galicien                                                       |
| 56   | Transourensán                                                                   | | 99 km   | Galicien                                                       |
| 59   | Sender Roteiro ecolóxico do Morrazo                                             | |         | Galicien                                                       |
| 60   | Sender d’Anibal                                                                 | |         | Castella – la Manxa                                            |
| 63   | Senda de Viriato                                                                | |         | Castella – la Manxa                                            |
| 65   | Roncesvalles - Santiago de Compostela (mit Verlängerung nach Porto, Portugal)   | Jakobsweg, Variante „Der Französische Weg“ / Camino Santiago – „El Camino Francés“ |         | Navarra, Logroño, Burgos, Palencia, León, Lugo, La Coruña      |
| 65.3 |                                                                                 | |         | Huesca                                                         |
| 65.5 | katalanische Variante des Jakobsweges (Camino Catalán)                          | Tarragona - Prades - Saragossa |         | Katalonien                                                     |
| 66   | Sendero Castellano Manchego                                                     | Puente de Martinete (Río Tajo) - Cueva del Hierro - Masegosa - Laguna Grande - Sta. María del Val - Vega de Codorno - Tragacete - Las Majadas - Uqa - Ciudad Encantada - Valdecabras - Buenache de la Sierra - Cuenca - Hoz de Huécar - Palomera - Dehesa de los Palancares - Carboneras de Guadazahón - Villar del Humo - Cardenete - Emguídanos - La Pesquera - Minglanilla - Villalpardo - Los Cárceles (Río Cabriel) | 350 km  | Cuenca                                                         |
| 67   | Senda de las Serranías de Guadalajara                                           | |         |                                                                |
| 68   | Sierras de Alcaráz y Segura                                                     | |         | Albacete                                                       |
| 69   | Alcarria conquense                                                              | |         |                                                                |
| 71   | Senda de la Reserva del Saja                                                    | |         | Kantabrien                                                     |
| 72   | Ruta de los Campurrianos                                                        | |         |                                                                |
| 73   | Calzada de los Blendios                                                         | |         |                                                                |
| 74   | Corredor Oriental de Cantabria                                                  | |         |                                                                |
| 75   | Senda de los Valles de Cantabria                                                | |         |                                                                |
| 82   | Sierra de la Demanda                                                            | |         | Castilla – León                                                |
| 83   | Camí del Nord                                                                   | Mataró - La Tordera - Joanet - Ossor - Sant Salvador de Puig Alder - Olot - Beget - Prats de Molló - Prada | 212 km  | Katalonien, Region Okzitanien (Frankreich)                     |
| 84   | Canal del Duero                                                                 | |         | Kastilien - León                                               |
| 85   | Senderos Merindades                                                             | |         | Kastilien - León                                               |
| 86   | Sendero Ibérico Soriano                                                         | |         |                                                                |
| 88   | Sendero Segoviano                                                               | |         |                                                                |
| 89   | Alar del Rey - Valladolid / Sendero de los Canales de Castilla                  | |         | Palencia, Valladolid                                           |
| 90   | Tarazona - Morata de Jalón / Senda del Moncayo                                  | |         |                                                                |
| 90.1 |                                                                                 | Lituénigo - Santuario del Moncayo - Talamantes |         |                                                                |
| 92   | Portbou - Ulldecona / Sender del Mediterrani                                    | | 583 km  | Katalonien                                                     |
| 92.1 | Palau Saverdera - Cap de Creus                                                  | |         | Katalonien                                                     |
| 92.2 | Tossa de Mar - Sant Feliu de Guíxols - Llagostera                               | |         | Katalonien                                                     |
| 92.3 | Begues - Castellet                                                              | |         | Katalonien                                                     |
| 93   | Sierras de La Rioja (Ezcaray - Cornago)                                         | Ezcaray - San Millán de la Cogolla - Anguiano - Ortigosa de Cameros - Laguna de Cameros - San Román de Cameros - Munilla - Enciso - Cornago | 141 km  | Rioja                                                          |
| 93.1 | Sierra de la Demanda                                                            | Ezcaray - Monasterio de Valvanera - Viniegra de Abajo - Ortigosa de Cameros | 60 km   |                                                                |
| 94   | Rural de Galicia                                                                | | 138 km  |                                                                |
| 95   | Zaragoza-Pirineo                                                                | |         | Aragonien                                                      |
| 96   | Barcelona - Kloster Montserrat                                                  | Barcelona - Rubí - Kloster Montserrat | 54 km   | Katalonien                                                     |
| 97   | Sendero de La Tordera al Llobregat                                              | Sant Celoni - Sant Antoni de Vilamajor - Les Franqueses del Vallès - Caldes de Montbui - Sabadell - Viladecavalls - Abrera | 113 km  | Katalonien                                                     |
| 98   | Vuelta a la Reserva de la Biósfera de Urdaibai                                  | |         | Vizcaya (Baskenland)                                           |
| 98.1 | Subida a Katillotxu                                                             | Sukarrieta - Katillotxu - Sukarrieta |         | Vizcaya (Baskenland)                                           |
| 99   | Sendero del Ebro                                                                | | 1200 km |                                                                |
| 100  | Gijón - Sevilla / Ruta de la Plata                                              | |         |                                                                |
| 101  | Camino Real de La Mesa                                                          | |         | Asturien                                                       |
| 105  | Oviedo - Covadonga / Ruta de las Peregrinaciones                                | Kapelle Capilla de Covadonga (Oviedo) - Landstraße Carreterra de la Gargantada - Cordal de la Nava - Alto del Espinadal - Les Praeres - Puente Miera - Ruinas del Sellón - Espinaredo - Pendedor - El Corralín - La Matosa - La Vega - Sierra de Bodes - Llames de Parres - Camino de la Reina - Cangas de Onís - Següenco - Covadonga | 105 km  | Asturien                                                       |
| 106  | Oviedo - Cortes / Ruta de San Melchor                                           | Oviedo - Palomar - La Rebollada - Bermiego - Alto de la Cobertoria - Cortes (Parroquia Lindes, Municipio Quirós) | 56 km   | Asturien                                                       |
| 107  | Queralt - Montségur                                                             | Queralt - Poble de Peguera - Gósol - Bagà - Bellver de Cerdanya - Porta - Merenç-de-las-Vals - Orgeis - Comus - Montségur | 201 km  | Katalonien, Okzitanien (Frankreich)                            |
| 108  | Travessia Andariega                                                             | |         | Asturien                                                       |
| 120  | Ruta de los Tres Templos                                                        | |         | Guipúzcoa (Baskenland)                                         |
| 121  | Vuelta a Guipúzcoa                                                              | |         | Guipúzcoa (Baskenland)                                         |
| 123  | Vuelta a Vizcaya                                                                | |         | Vizcaya (Baskenland)                                           |
| 124  | Senda Real                                                                      | |         | Madrid                                                         |
| 127  | Sender del Taibilla                                                             | |         | Murcia                                                         |
| 132  | Camino Natural Costas de La Gomera                                              | San Sebastián de La Gomera – Hermigua – Playa de Vallehermoso – Alojera – Valle Gran Rey – La Dama – Alajeró – Playa de Santiago – San Sebastián de La Gomera | 130 km  | Kanarische Inseln                                              |
| 150  | Rundweg durch die Serra del Cadí                                                | Bagà - Gósol - Fórnols del Cadí - La Seu d’Urgell - Ansovell - Estana - Bellver de Cerdanya - Alp - Coll de Pal - Bagà | 157 km  | Katalonien                                                     |
| 170  | L’Estany - Vidra                                                                | |         | Katalonien                                                     |
| 171  | Santuari de Pinós-Refugi del Caro                                               | | 292 km  | Katalonien                                                     |
| 172  | Refugi de la Mussara - Bellprat                                                 | Refugi de la Mussara (Tarragona) - Castellvell - Reus - Constantí - Tarragona - Catllar - Renau - Nulles - Puigpelat - Alió - Santes Creus - Montagut - Sant Joan de Mediona - El Badorc - Piera - Hostalets de Peirola - Peirola - Collbató - Kloster Montserrat - Santa Cecilia - Can Massana - La Pobla de Claramunt - Santa Margarida de Montbui - Miralles - Castell de Queralt - Bellprat (Barcelona) | 189 km  | Katalonien                                                     |
| 173  | Vallès Natural                                                                  | Sant Llorenç Savall - Sant Llorenç Savall | 74 km   | Katalonien                                                     |
| 174  | Coll de la Teixeta-Albarca / Sender del Priorat                                 | Coll de la Teixeta (Tarragona) - Porrera - Falset - Bellmunt - Gratallops - Torroja - Vilella Alta - Poboleda - Cornudella - Albarca (Tarragona) | 72 km   | Katalonien                                                     |
| 175  | Ruta del Cister (Route der Zisterzienser)                                       | Kloster Santes Creus - El Pont d’Armentera - Rocafort de Queralt - Forès - Belltall - Vallbona de les Monges mit Kloster Santa Maria de Vallbona - L’Espluga de Francolí - Kloster Poblet - Montblanc - El Pla de Santa Maria - Kloster Santes Creus | 104 km  | Katalonien                                                     |
| 176  | Ruta de les Vint Ermites                                                        | Navàs (Barcelona) - Sant Cugat del Racó - Castelladral - Santa Fe de la Vall de Peres - Sant Vicenç de Navel - Sant Esteve del Pujol d’en Planes - Sant Joan de Mondaran - Sant Miquel de Fenogedell - Sant Sadurní de Fenollet -Sant Marçal de Puigreig - Sant Joan Degollat - Puig-Reig - Santa Maria de Periques - Sant Andreu de Cal Pallot - Santuari de Pinós - Sant Pau de Pinós - Sant Amanç de Pinós - Sant Jordi de Lloberes - Sant Miquel de Terradellas - Santa Maria de Cornet - Santa Sussana de l’Aballa de Baix - Navàs (Barcelona) | 80 km   | Katalonien                                                     |
| 177  | Ruta del Moianés                                                                | Moià - Sant Vicenç de Vilarassau - Santa Creu de la Plana - el Carrer del Peucalçó - Sant Miquel - coll de les Llebres - L’Estany - Collet de Mas Güell - Collet de Voladeres - Collsuspina - La Penyora - el Prat - Sant Quirze Safaja - Collet de Termes - Castellterçol - Sant Llogari - Granera - Ministrol de Calders - la Guàrdia - Calders - Sant Vicenç de Vilarassau - Moià | 109 km  | Katalonien                                                     |
| 178  | Ruta d’en Serrallonga                                                           | Santa Coloma de Farners - Osor - Pantà de Sau | 56 km   | Katalonien                                                     |
| 179  | Sender dels Maquis                                                              | | 65 km   | Katalonien                                                     |
| 192  | Cambrils - Amposta                                                              | Cambrils - Mare de Déu de la Roca - Masboquera - El Jabalí Enamorado - Bassa Povet de l’Amorós - Amposta | 100 km  | Katalonien                                                     |
| 210  | Camí Vora Ter                                                                   | | 54 km   | Katalonien                                                     |
| 211  | Rundweg im Val d’Aran                                                           | Vielha - Era Bordeta - Pontaut - Unha - Vielha | 93 km   | Katalonien                                                     |
| 221  | Ruta de Pedra en Sec (Route der Trockensteinmauern) / Port d’Andratx - Pollença | Port d’Andratx - Sant Elm - La Trapa - Estellencs - Banyalbufar - Esporles - Valldemossa - Deià - Port de Sóller - Sóller - Santuari de Lluc - Pollença | 138 km  | Mallorca / Serra de Tramuntana                                 |
| 222  | Ruta d’Artà a Lluc                                                              | Artà - Inca - Lluc | 101 km  | Mallorca                                                       |
| 229  | Mikeldi                                                                         | Duranguesado: Rundweg um Durango | 86 km   | Baskenland                                                     |
| 236  | Rundweg im Route der Klöster von Valencia                                       | Gandia - Almoines - Beniarjó - Beniflá - Palma de Gandía - Kloster Sant Jeroni de Cotalba - Rótova - Alfauir - Almiserat - Castillo de Vilella - Luchente - Kloster Corpus Christi - Castillo de Xio - Pinet - Bárig - Simat de la Valldigna - Kloster Santa María de la Valldigna - Benifairó de la Valldigna - Kloster de Aguas Vivas - La Barraca de Aguas Vivas - Kloster de La Murta - Alzira. | 90 km   | Valencianische Gemeinschaft                                    |
| 241  | Borredà - Borredà                                                               | |         | Katalonien                                                     |
| 242  | Periana - Nerja Bestandteil des GR-249                                          | Periana - Canillas de Aceituno - Cómpeta - Frigiliana - Nerja |         | Andalusien                                                     |
| 249  | Gran Senda de Málaga                                                            | Málaga – Rincón de la Victoria – Vélez Málaga – Torrox – Nerja – Frigiliana – Cómpeta – Canillas de Aceituno – Periana – Pulgarín Alto – Alfarnate – Villanueva del Rosario – Archidona – Villanueva de Tapia – Villanueva de Algaidas – Cuevas Bajas – Alameda – Fuente de Piedra – Campillos – Embalses del Guadalhorce – Estación del Chorro – Ardales – El Burgo – Ronda – Estación de Benaoján – Jimera de Líbar – Benalauría – Genalguacil – Casares – Estepona – Marbella – Ojén – Mijas – Málaga | 650 km  | Rundwanderweg durch die Provinz Andalusien                     |